# Hapsifera niphoxantha
Hapsifera niphoxantha är en fjärilsart som beskrevs av László Anthony Gozmány. Hapsifera niphoxantha ingår i släktet Hapsifera och familjen äkta malar. Inga underarter finns listade i Catalogue of Life.